# Het kunsthars-hart
Tom Poes en het kunsthars-hart of kortweg Het kunsthars-hart is het 54ste verhaal uit de Bommelsaga, geschreven en getekend door Marten Toonder. Het verhaal verscheen voor het eerst op 1 juni 1953 en liep tot 25 juli van dat jaar. Het thema is een kunsthart dat de emoties blokkeert.

## Samenvatting
Heer Bommel is een graag gezien lid van de Kleine Club. Maar Tom Poes merkt dat de leden ongevoelig zijn geworden. Als heer Bommel zich daarop voordoet als armoedzaaier krijgt hij dan ook geen hulp van hen.
Het blijkt dat professor Sickbock hen van kunstharten heeft voorzien, en daardoor zijn ze ongevoelig. 
De professor wil heer Bommel ook zo'n hart geven, wat uiteindelijk lukt. Vervolgens gaat heer Bommel zoveel mogelijk macht en aanzien verwerven. Gelukkig houdt Tom Poes zijn eigen hart, en op de juiste plaats. Als Sickbock wil demonstreren hoe hij zijn eigen hart vervangt, verwisselt Tom Poes dit met een hazenhart. Daardoor wordt Sickbock onschadelijk. Iedereen krijgt daarna zijn eigen hart terug, waarna ze veel spijt hebben van hun harteloosheid die ze getoond hebben.

## Voetnoot
1. ↑  https://resolver.kb.nl/resolve?urn=ddd:010404342:mpeg21:a0118 46 afleveringen in de Amigoe di Curacao
2. ↑  Joachim Sickbock is in 1953 weer eens zijn tijd ver vooruit